# Scrupocellaria intermedia
Scrupocellaria intermedia är en mossdjursart som beskrevs av Norman 1893. Scrupocellaria intermedia ingår i släktet Scrupocellaria och familjen Candidae. Inga underarter finns listade i Catalogue of Life.